# Ferdinand Oldewelt
Ferdinand Gustaaf Willem Oldewelt (Amsterdam, 19 augustus 1857 - Laren, 22 april 1935) was een Nederlandse schilder.

## Leven en werk
Ferdinand Oldewelt genoot van 1871 tot 1878 zijn opleiding aan de Rijksacademie te Amsterdam, waar hij studeerde onder leiding van prof. August Allebé. Vervolgens voltooide hij zijn opleiding aan de Antwerpse academie als leerling van onder anderen Karel Verlat. In 1891 werd hij benoemd tot hoofdleraar aan de school voor kunstnijverheid te Haarlem, waarna hij in 1896 benoemd werd tot directeur van de Academie Minerva te Groningen. Hierna werd hij in 1903 benoemd tot hoofdleraar aan de Academie van Beeldende Kunsten en Technische Wetenschappen te Rotterdam, aan welk instituut hij tot zijn pensioen in 1922 verbonden bleef. Hij was leraar van onder anderen Stans Balwé,  Pieter den Besten, Gesina Boevé, Alida van Houten, Herman Mees, Henri Minderop en Henk Schilling.
In 1890 was hij een van de eerste schilders die schilderde in het latere kunstenaarsdorp Laren, maar pas in 1922 vestigde hij zich daar.

## Werken (selectie)

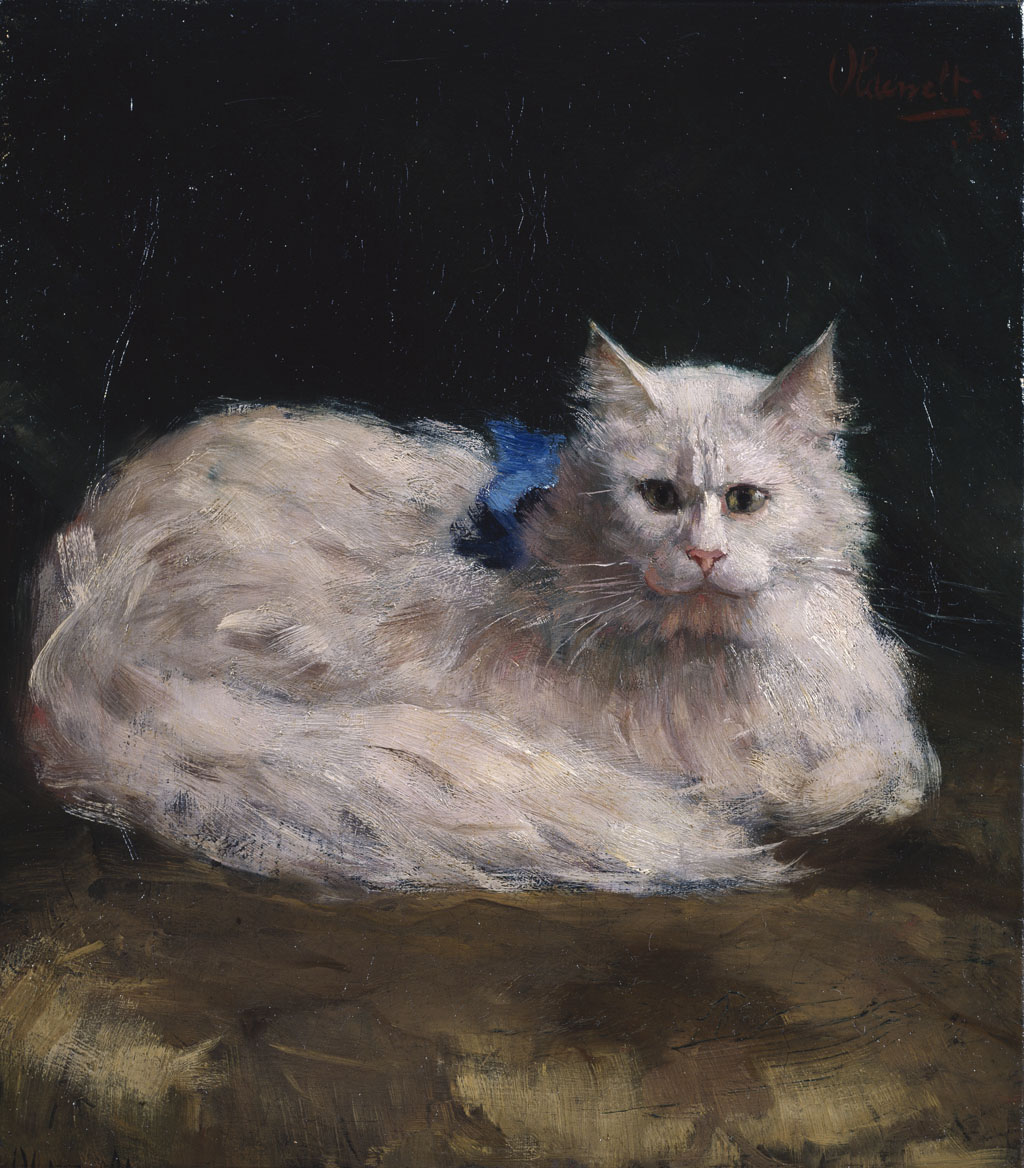
Angorakat
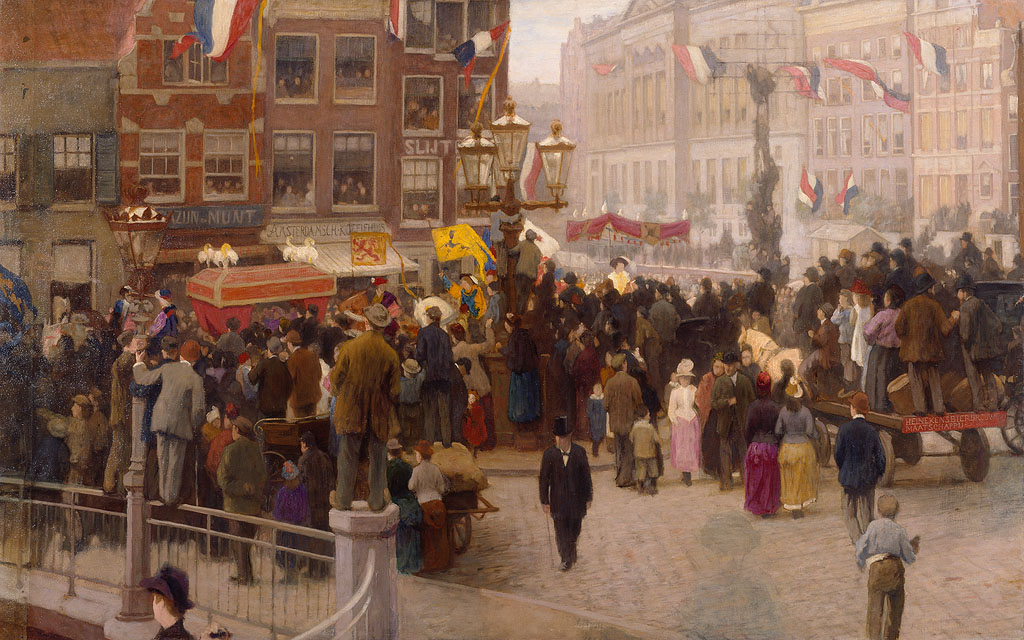
Optocht van de Nassau's op het Sophiaplein te Amsterdam
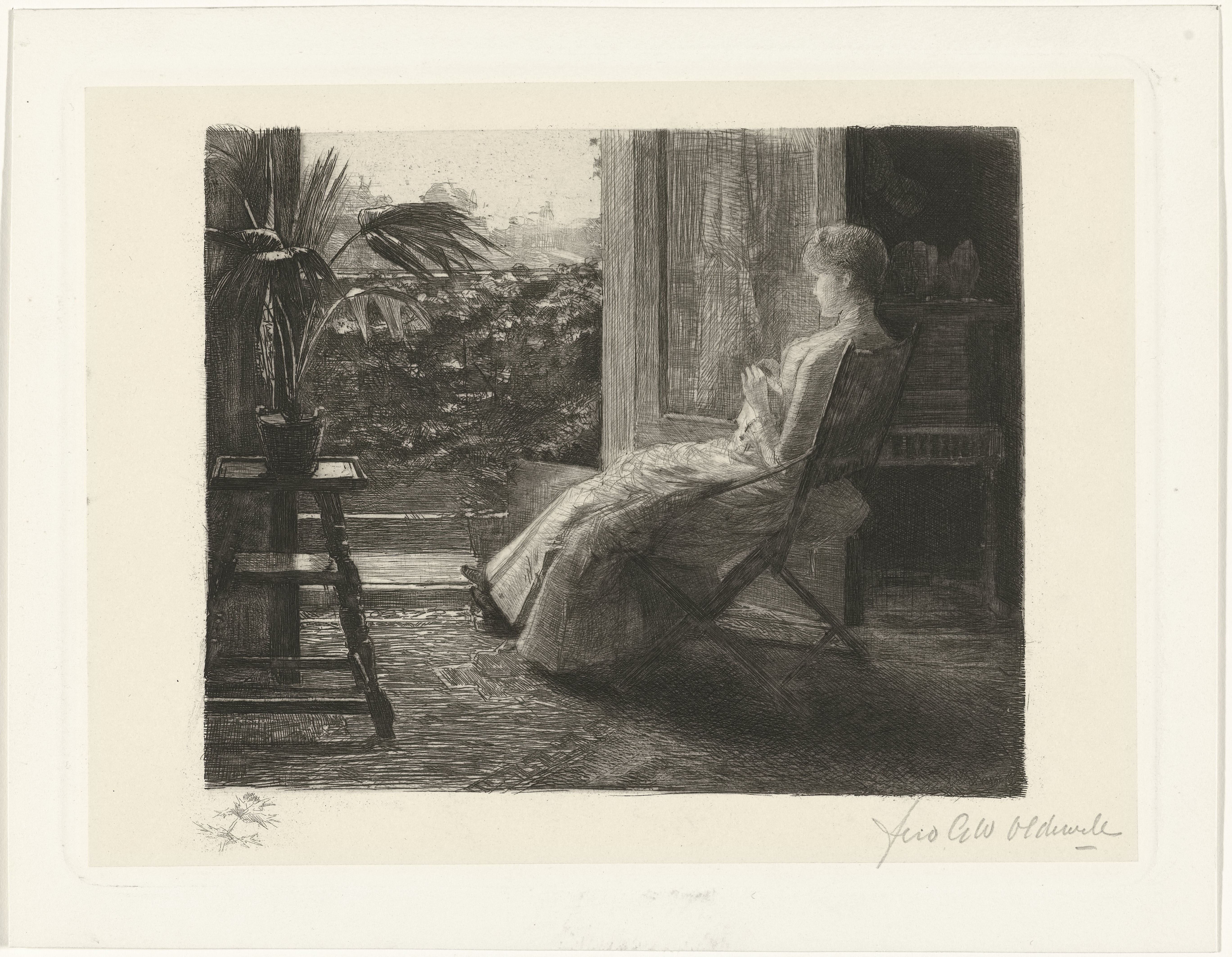
Jonge vrouw bordurend bij het open raam

- Biografisch Portaal: 47194021
- International Standard Name Identifier: 0000 0000 7055 4536
- Nederlandse Thesaurus van Auteursnamen: 069949115
- RKD-Nederlands Instituut voor Kunstgeschiedenis: 60424
- Union List of Artist Names: 500071096
- Virtual International Authority File: 96177842
- WorldCat: E39PBJckRKTBy4ppftPbMyRFrq